# Овчаренко, Маргарита (Марго) Андреевна
Маргарита (Марго) Андреевна Овчаренко — российская художница и фотограф.

## Биография
Родилась 6 февраля 1989 года в Краснодаре. В 2011 году заочно окончила Кубанский государственный аграрный университет по специальности «юриспруденция», параллельно с 2008 по 2011 год училась в Московской школе фотографии и мультимедиа им. Родченко (курс документальной фотографии Ирины Меглинской). Получила грант в области поддержки молодой фотографии и стала резидентом la Fabrica: the Benetton group communication research center (2010-11, Италия). Выступила с персональными выставками в рамках 8-го Международного Месяца Фотографии в Москве «Фотобиеналле» (2010), 7-го Московского Международного фестиваля: «Мода и Стиль в Фотографии» (2011), участвовала в крупном групповом фотопроекте Re:Generation в Лозанне (Швейцария), была представлена на Vienna art fair, Nofound photofair Paris и Международной фотоярмарке Carrousel du Louvre.
Персональные выставки Марго Овчаренко прошли в Париже, Копенгагене, Москве и Санкт-Петербурге. Активный участник международных фотофестивалей и портфолио-ревью: Plat(t)form: The Forum for New European Photography (Fotomuseum Winterthur, Винтертур, Швейцария, 2011), Международный Московский Портфолио-ревью (Центр Современной Культуры “Гараж”, Москва, 2011) и мн.др. Получила грант — поддержку молодых художников от музея «Гараж» (2012), стала стипендиатом программы Фулбрайт (2013-15 гг.).
Овчаренко работает с фотографией, экспериментируя с обнажённой натурой. Важное место в её работах занимают гендерные роли, стандарты красоты, границы и понятие интимности, чаще всего моделями становятся люди, с которыми автор знакомится в интернете через социальные сети. Сотрудничает с галереей Russiantearoom (RTR) в Париже и Pop/off/art gallery в Москве.
С 2013 по 2016 год проживала в Нью-Йорке, где закончила MFA Hunter college CUNY.
Работы находятся в частных собраниях в Европе и Северной Америке, в музеях: Musée de l’Elysée, Лозанна, Швейцария; МАММ Москва, Россия, Winterthur Museum, Винтертур, Швейцария. Работы Овчаренко были представлены в таких журналах, как Camera Austria, European Photography, Unless you will, Calvert magazine, Артхроника и в других изданиях.
Живёт и работает в Москве.

## Персональные выставки
- 2015 — Am I beautiful, ЦВЗ Манеж при поддержке RTR gallery, Москва
- 2013 — Furious like a child (в рамках параллельной программы 5й Московской Биеннале современного искусства), галерея pop/off/art, Москва
- 2013 — The rite of spring, Schola gallery; Краснодар
- 2012 — «Furieuse comme un enfant», RTR gallery, Париж
- 2011 — «Hermitage», Фотодепартамент, Санкт-Петербург
- 2011 —  “Серебряная рыба холодная вода” персональная выставка в рамках 7-го Московского международного фестиваля: Мода и Стиль в Фотографии 2011, Московский Музей Современного Искусства, Москва
- 2010 —  “Escape” персональная выставка в рамках 8-го Международного Месяца Фотографии в Москве: Фотобиеналле 2010, Фабрика, Москва
- 2010 —  “Марго” Fotografik center, Копенгаген, Дания
- 2009 —  “Boys” Малый выставочный зал Манеж, при поддержке галереи Фотодепартамент, Санкт-Петербург
- 2008 —  “Без меня”, Фотодепартамент, Санкт-Петербург

## Групповые выставки (выборочно)
- 2017 —  Opening Reception Slide Show Art as Resistance at Month of Photography Denver; Денвер, США
- 2017  — Under pressure,  RTR gallery; Париж, Франция
- 2016 —  On Behalf of Baboushka, RTR gallery; Париж, Франция
- 2015 — Hunter College MFA Thesis Show, 205 Hudson street gallery, Нью Йорк, США
- 2014 — The Youth code, Christophe Guye Galerie; Цюрих, Швейцария
- 2014 — “11” (Project Space), ЦСК Гараж, Москва
- 2013 — You’re My Mirror, Athens Photo Festival; Афины, Греция
- 2013 — It's your imagination, Viertel Neun gallery, Вена
- 2013 — ViennaFair 2013, стенд галереи pop/off/art, Вена
- 2012 — «Madre Russia», Asolo Art Film Festival; Asolo, Италия
- 2012 — «The Young Generation», Houston FotoFest biennale; Хьюстон, Техас, США
- 2011 — The NoFound photo fair; Париж, Франция
- 2011 — «Territories of desire» Backlight Photo Festival 2011; Tampere, Finland
- 2011 — «Hope», New York Photo Festival 2011; New York,NY, USA
- 2010 — «Russians! Russian photographic portrait 1970–2010», Orel Art gallery; Paris, France
- 2010 — «The Object of Desire», RTR gallery; Париж, Франция
- 2010 — передвижная выставка “reGeneration2 - Tomorrow's Photographers Today", Musée de l'Elysée,Лозанна, Швейцария, Pingyao International Photography Festival, Пингяо, Китай, Michaelis School of Fine Art , Кэйп Таун, ЮАР,Ludwig Museum, Будапешт, Венгрия,Galleria Carla Sozzani Милан, Италия, в рамках фестиваля “Fotoweek” Вашингтон, США, Flash Forward Festival, Торонто, Канада, Couvent Saint-Césaire в рамках фестиваля “Rencontres d'Arles”, Арль, Франция,Centre Gallery, Miami Dade College, Майями, США, Aperture Foundation, Нью-Йорк, США. 2009 — «Christmas Flesh», RTR gallery; Париж, Франция
- 2009 — «Look me in the eyes», RTR gallery; Париж, Франция

## Стажировки и портфолио-ревью
- 2017 – «Empty Stretch zine grant» (a scheduled zine publication);  Миннеаполис, США
- 2017 – «The Portfolio review: Dusseldorf Photo Weekend» NRW-forum Dusseldorf; Дюссельдорф, Германия
- 2014 — «FotoFest’s scholarship program to the Meeting Place»; Хьюстон, Техас, США
- 2013-2015 — «The Fulbright Foreign Student Program» IIE; Нью-Йорк, США
- 2012-2013 — «Программа поддержки молодых российских художников » Гараж, Москва
- 2011 — «Международное портфолио-ревью», Гараж, Москва
- 2011 — «Plat(t)form: The Forum for New European Photography», Fotomuseum Winterthur; Winterthur, Швейцария
- 2010 — Fabrica the Benetton Group Communication Research Center; Тревизо, Италия

## Публикации
- 2017 — Furious like a child[1] at Colta magazine, Россия
- 2015 — Zenith project at Gup magazine, Нидерланды
- 2015 — The Exposed magazine; Дания
- 2014 — «Zerozerouno» № 3; Италия
- 2014 — «Exit» (nudes issue); Испания
- 2013 — «Yet magazine» №3
- 2013 — «Artpress» № 391, Франция
- 2013 — «Headmaster magazine, США
- 2012 — «Moskvich Magazine» №01(02); Россия
- 2012 — «Telerama», march issue; Франция
- 2012 — «Blink» №10; Корея
- 2012 — «Camera Austria» №117; Австрия
- 2011 — «Prism» №2
- 2011 — «Unless you will» №16
- 2011 — «European Photography» №90 (privacy issue); Германия
- 2010 — «reGeneration2— Tomorrow's Photographers Today» (book); Швейцария
- 2010 — «Photo», №471 (специальный русский выпуск); Франция